# Lakewood (Kalifornia)
Lakewood – miasto w Stanach Zjednoczonych, w stanie Kalifornia, w hrabstwie Los Angeles. W 2010 zamieszkiwało je 80 048 osób. Miasto leży na wysokości 14 metrów n.p.m. i zajmuje powierzchnię 24,517 km².
Prawa miejskie uzyskało 16 kwietnia 1954.